# 台鐵DR2300型柴油客車
DR2300型柴油客車是一款屬於臺灣鐵路管理局的柴油客車，本條目同時介紹衍生型DR2400型柴油客車。

## 概要

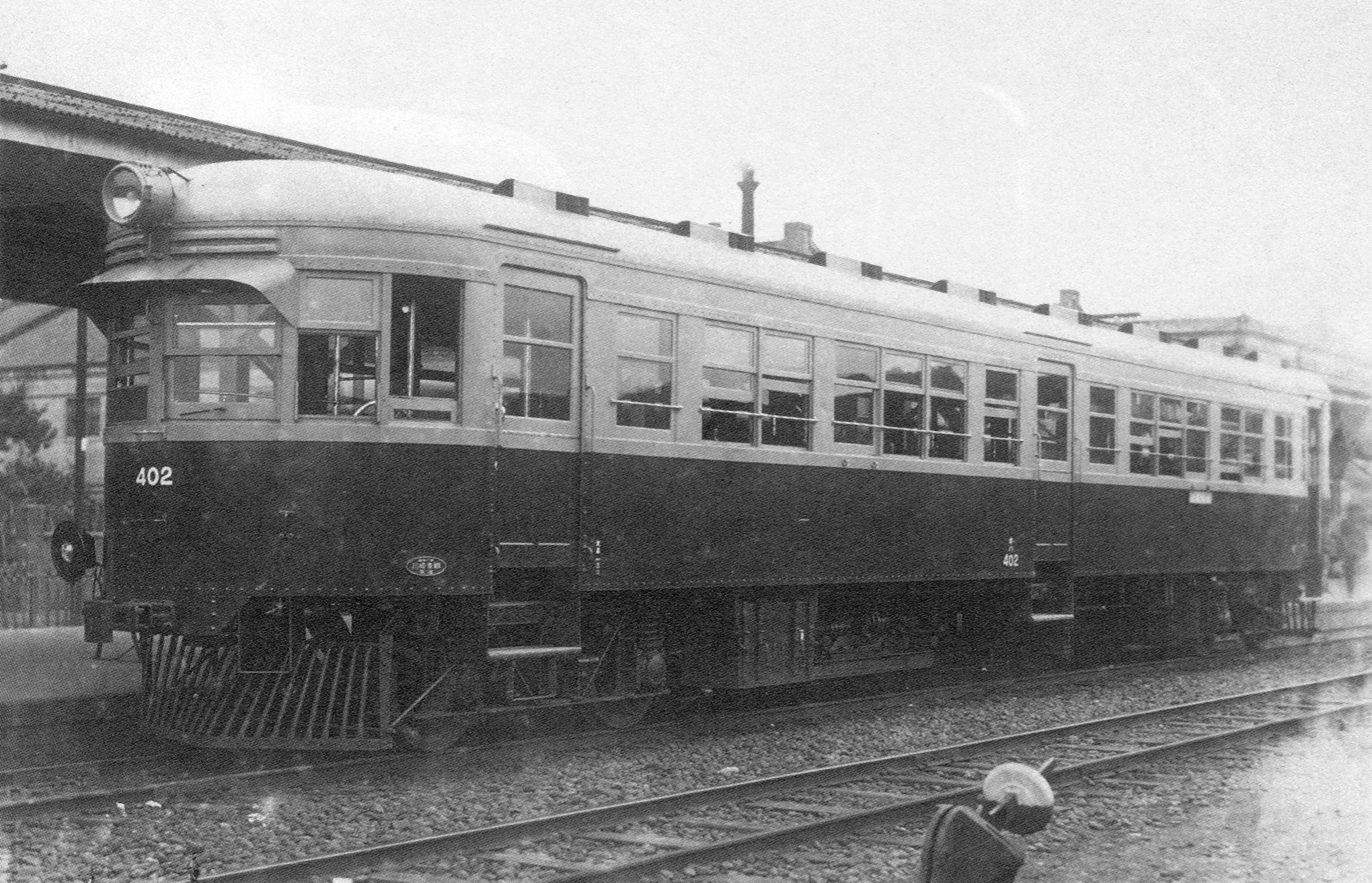
Kiha400型

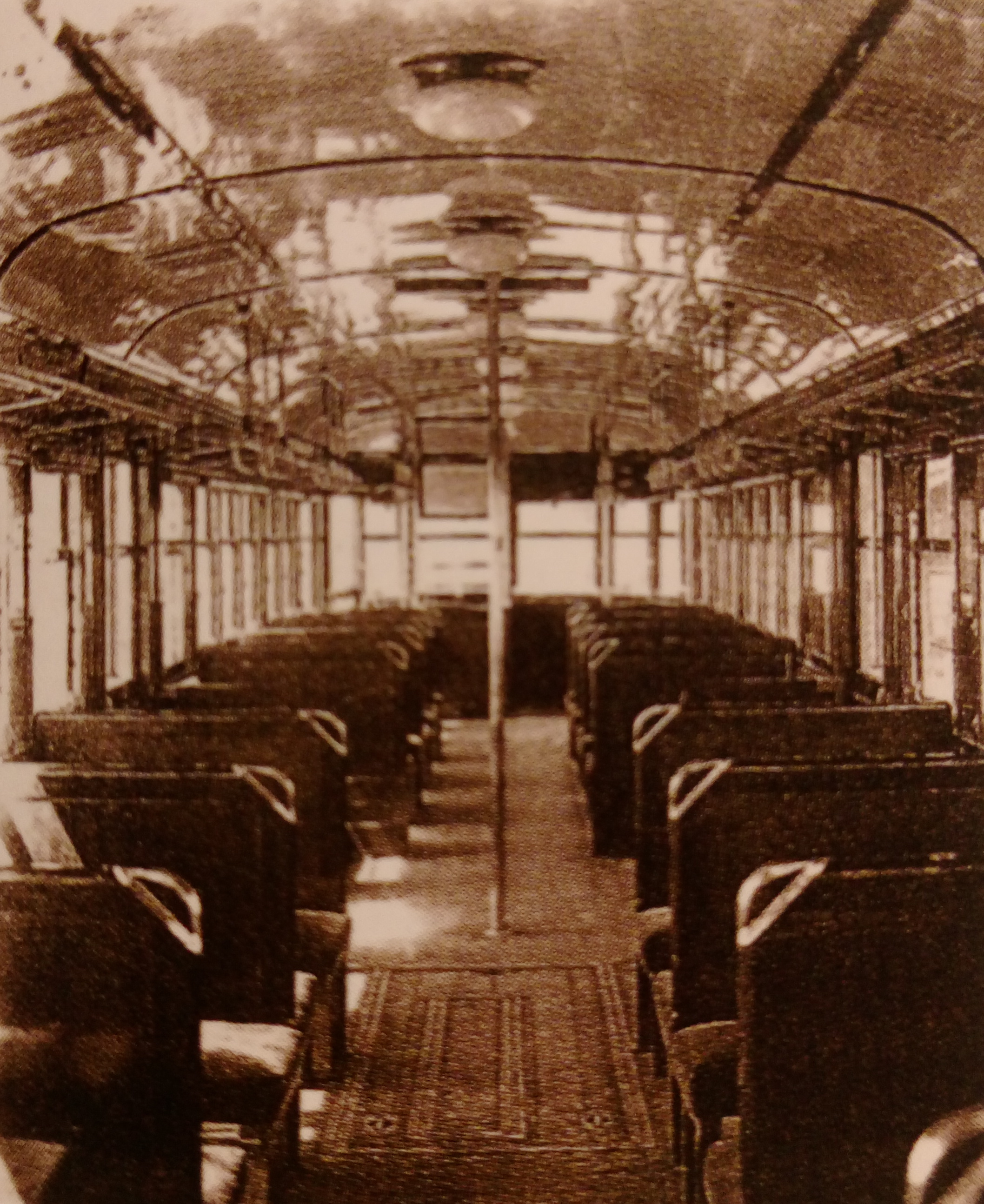
Kiha400型內裝

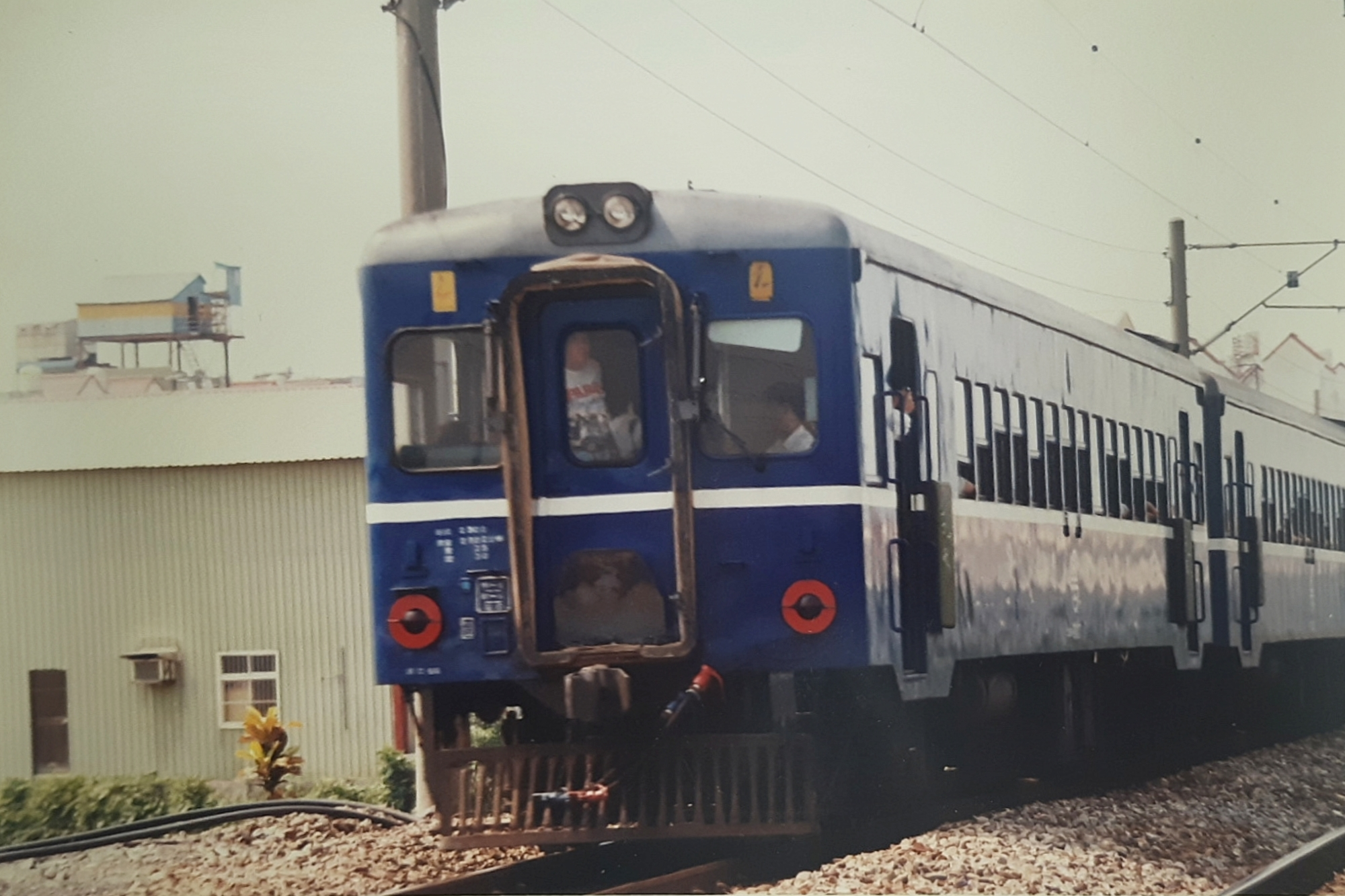
DR2300型行駛集集線班次

DR2300型柴油客車的前身是台灣總督府交通局鐵道部於1935年（昭和10年）購入的機械式汽油車，日本車輛製造的Kiha300型汽油車（キハ300形気動車），以及川崎車輛所製造的Kiha400型汽油車（キハ400形気動車），車體與日本國鐵Kiha42000型柴油車同型。
最初在1935年Kiha300型跟Kiha400型分別製造三輛跟二輛，隔年1936年Kiha300型跟Kiha400型再度分別製造二輛，於1937年將Kiha300型跟Kiha400型改變形式為Nakiha2300型（ナキハ2300形）跟Nakiha2400（ナキハ2400形），並且這兩個形式再度分別製造二輛。
第二次世界大戰時這兩個形式沒有任何一輛報廢，戰後將原有的13輛接收，並將形式分別改為30GA2300型、30GA2400型汽油客車，在車輛的形式而稱之為大型汽油客車，以克難號之名繼續行駛在淡水線的新北投支線。
1954年時在美援之下將發動機改為固敏式NHHB-600柴油引擎（200HP），變速器改為液體式，能夠總控重聯運轉，以「柴油飛快車」之名行駛在台北到彰化區間。臺鐵在1956年以及1957年購入DR2500型、DR2600型、DR2650型無動力拖車共22輛加入飛快車營運:16。本型車在1957年將型式改為30DR2300型、30DR2400型後改以柴油客車名義行駛。
1955年至1958年第一次進行車體更新，至1957年已更新七輛，車體前端從半圓形改為平面形，車頭端設置貫通門，在駕駛座的另一側設置盥洗室，除此之外車體沒有太大的變更，繼續行駛在台灣北部地區的支線的運用為主，另一方面在1958年時更新的六輛，另外將窗戶改為巴士窗，在宜蘭線運用。
1969年至1970年第二次進行車體更新，將車體延長至20m，改造成類似DR2500型的外觀。之後將轉向架改為線圈彈簧型，並將形式改為35DR2300型、35DR2400型。
1983年至1985年在唐榮鐵工廠進行第三次進行車體更新，車窗從巴士窗改為一段窗，繼續在支線服務。
1991年11月30日，DR2402於竹東車站與溜逸貨車發生對撞事故後報廢；1997年，DR2301、2305～2307、2405～2406報廢除籍；剩下來的車輛跟DR2100、DR2200型相同，於引進日本製的DR1000型柴油客車之後，1999年本型所有車輛報廢。其中DR2302、2304、2401、2403於2003年1月時解體完畢；DR2301的引擎由新竹檢車段拆下來後裝於窄軌柴油車LDR2204上後，車體拍賣後曾被當作鐵路餐廳使用，後來棄置於台茂購物中心現址旁，如今已拆除消失。。

## 保存車輛

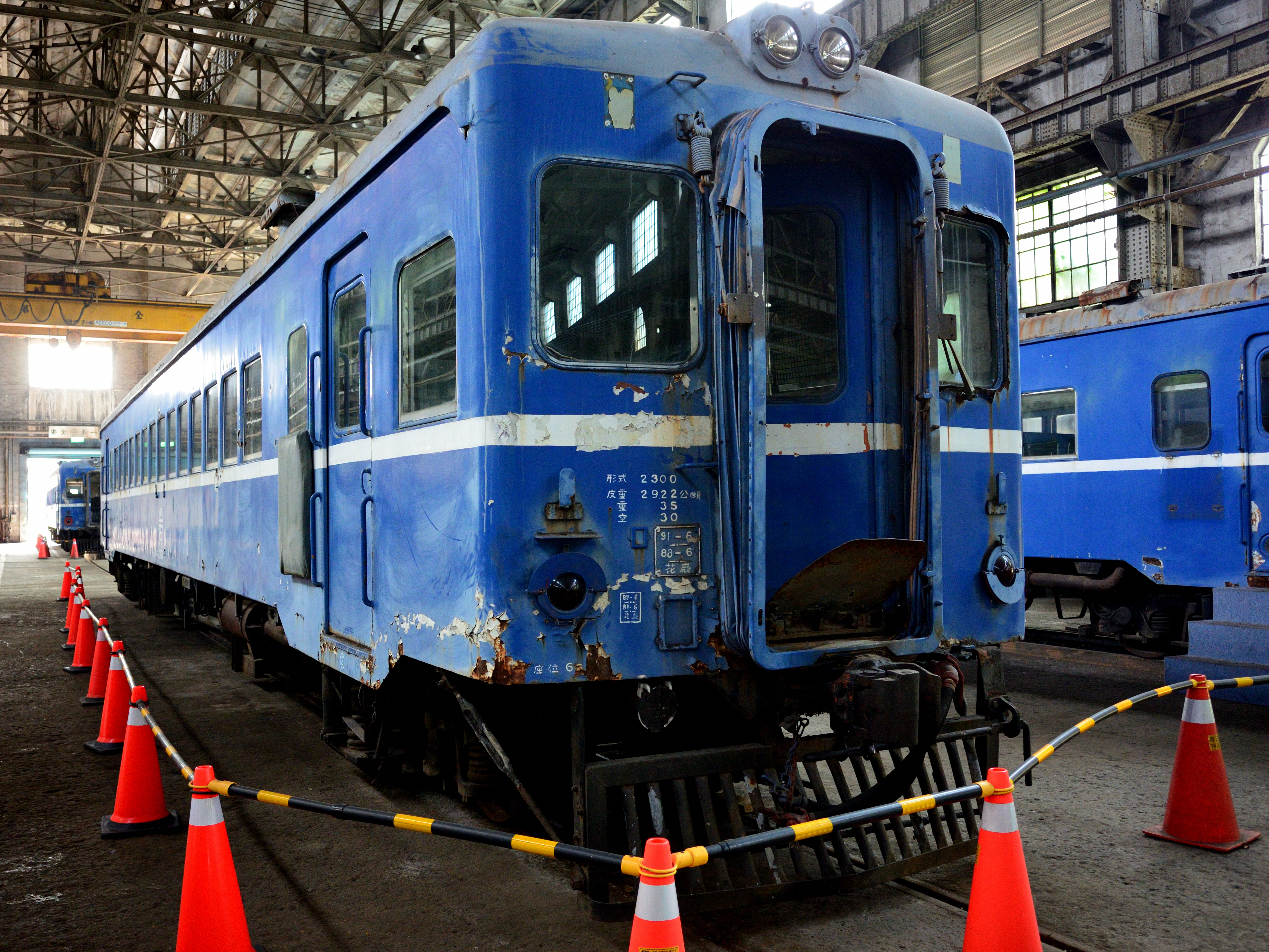
修復前的DR2303於台北機廠

臺鐵局與國家鐵道博物館於2018年簽署DR2102、DR2203、DR2404及DR2303等4輛柴油客車之動態保存修復合作協議，經過3年考證，於2021年委託台灣車輛股份有限公司進行正式修復作業，首輛車DR2303號已於2022年10月完成修復作業，並回到國家鐵道博物館館區內動態保存；DR2404於2025年4月17日復籍後配屬於彰化機務段，並於2025年4月19日和26日作為郵輪式列車行駛於內灣線新竹~內灣區間。[8][9]。。

## 外部連結
- 中央研究院「老臺灣素描」 （页面存档备份，存于）
- 鐵道博物館網-車輛懷舊-柴油客車
- 時報悅讀網：鐵道博物館--克難號 （页面存档备份，存于）
- 時報悅讀網：鐵道博物館--飛快車（页面存档备份，存于）